# دکتر اول
دکتر اول تجسم اصلی دکتر، قهرمان مجموعه تلویزیونی علمی-تخیلی بی‌بی‌سی دکتر هو است. وی توسط بازیگر ویلیام هارتنل به تصویر کشیده شد.
در روایت سریال، دکتر ارباب زمان بیگانه چندصدساله از سیاره گلفری است که به‌طور مکرر به همراه همراهانش با سفینه‌اش تاردیس در زمان و فضا سفر می‌کند. در پایان زندگی اش، دکتر می‌تواند بدن خود را تجدید حیات کند. در نتیجه، ظاهر بدنی و شخصیت او تغییر می‌کند.
دکتر هارتنل شکل اولیه دکتر است که در این سریال به تصویر کشیده شده‌است. مفهوم تجدید حیات، که در ابتدا از آن به عنوان «نوسازی» یاد می‌شد، زمانی مطرح شد که هارتنل نیاز به ترک سریال داشت و به تبع آن، عمر برنامه را برای سالهای طولانی تمدید کرد.
همراهان اصلی وی نوه اش سوزان (کارول آن فورد) و معلمانش ایان چسترتون (ویلیام راسل) و باربارا رایت (ژاکلین هیل) بودند. در قسمت‌های بعدی، وی در کنار یتیم قرن بیست و پنجم ویکی (مورین اوبراین)، خلبان فضایی استیون (پیتر پوروز)، خدمتکار تروآیی کاترینا (آدرین هیل) و کودک گل شصت ساله دودو چاپلت (جکی لین) رفت. آخرین همراهان این شکل دکتر ملوان بن (مایکل کریز) و پالی شیک و پیک (آنکه ویلز) بودند. از ۱۳۴ قسمتی که هارتنل در حالت اصلی ظاهر می‌شود، ۴۴ تایشان مفقود شده‌اند.
هارتنل در داستان دهمین سالگرد برنامه سه دکتر (۱۹۷۳) یک بار دیگر این نقش را تکرار کرد. این شخصیت بعدها دوباره در سریال پس از مرگ هارتنل ظاهر می‌شد، برجسته‌ترین نقش دکتر اول در قسمت پنج دکتر است که در ۱۹۸۳ پخش شد و توسط ریچارد هورندال به تصویر کشیده شد و دو قسمت دیگر نیز در ۲۰۱۷ با نام‌های «دکتر سقوط می‌کند» و ویژه برنامه کریسمس «دوبار در یک زمان» توسط دیوید بردلی تصویر کشیده شد.